# Poggioferro
Poggioferro è una frazione del comune italiano di Scansano, nella provincia di Grosseto, in Toscana.

## Geografia fisica
Il paese di Poggioferro è situato nell'estremità nord-orientale del territorio comunale, nei pressi della strada statale 323 Amiatina. Si trova nell'entroterra della Maremma grossetana, nell'area delle colline dell'Albegna e del Fiora.

## Storia
La frazione è sorta come villaggio di pastori verso la fine del XVI secolo, accogliendo parte della popolazione del castello di Cotone e immigrati del Casentino. Borgo popoloso fino al XIX secolo, oggi conta circa duecento abitanti, distribuiti nelle tre contrade storiche in cui il paese è suddiviso: Cervaiolo, Pianello e Poggio.

## Monumenti e luoghi d'interesse

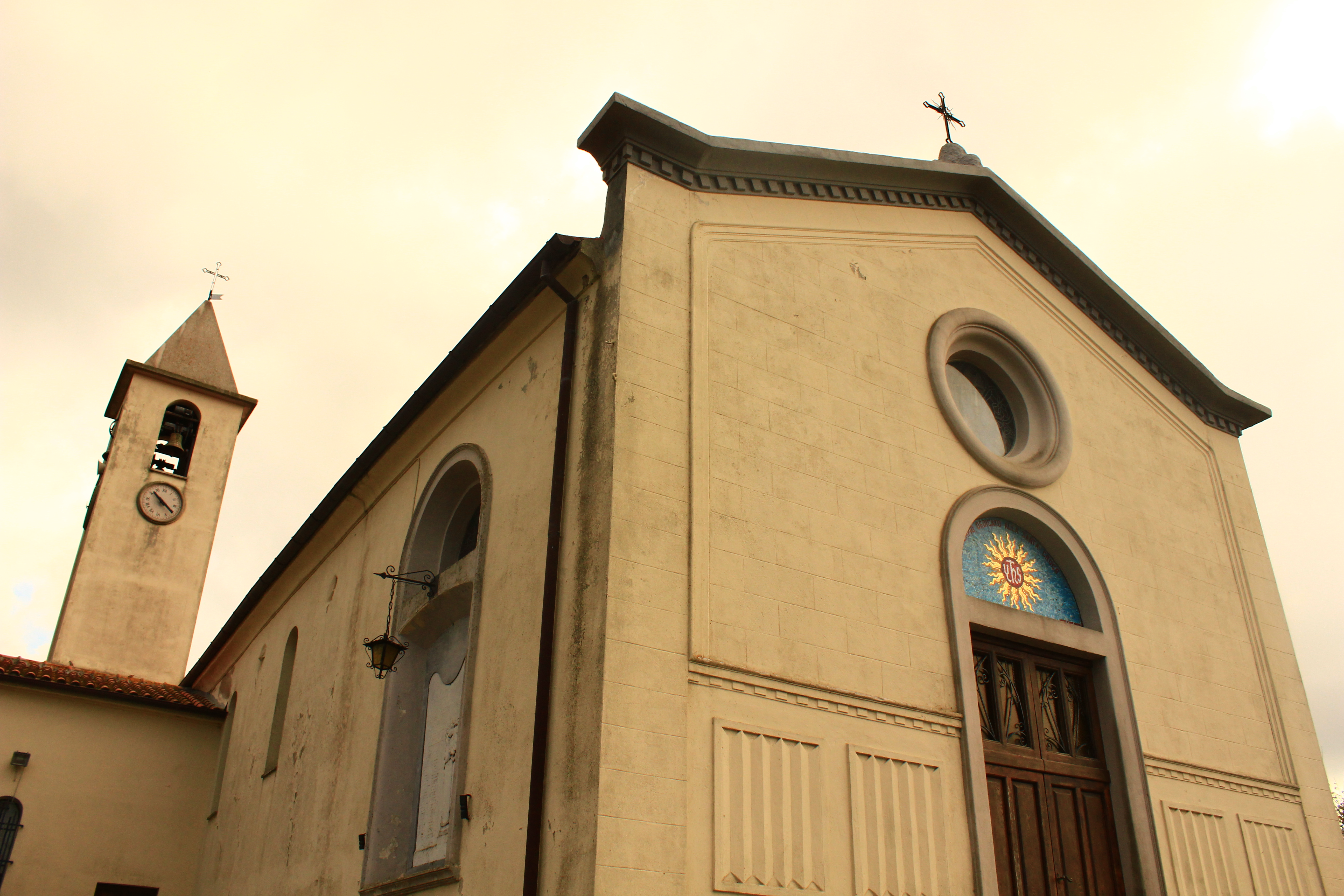
La chiesa della Santa Croce

- Chiesa della Santa Croce, ricordata come cappella nel 1729, divenne parrocchia autonoma nel 1785. Fu ristrutturata nel 1933. 
Al suo interno, nella cappella della Madonna, è custodita la Madonna con il Bambino di Giovanni di Paolo, risalente al 1475 e proveniente dalla chiesa di Cotone.

## Società

### Evoluzione demografica
Quella che segue è l'evoluzione demografica della frazione di Poggioferro. Sono indicati gli abitanti dell'intera frazione e dove è possibile la cifra riferita al solo capoluogo di frazione. Dal 1991 sono contati da Istat solamente gli abitanti del centro abitato, non della frazione.
| Anno | Abitanti | Abitanti       |
| Anno | Frazione | Centro abitato |
| ---- | -------- | -------------- |
| 1833 | 301      | -              |
| 1845 | 291      | -              |
| 1921 | 601      | -              |
| 1931 | 651      | -              |
| 1961 | 566      | 366            |
| 1981 | 369      | 246            |
| 2001 | -        | 205            |
| 2011 | -        | 197            |

## Cultura

### Eventi
La frazione è raggiunta da numerosi turisti da tutta la Toscana per la sagra del tortello, giunta alla 45ª edizione, che si tiene ogni anno nel mese di maggio, che offre tortelli tipici e altre specialità della Maremma grossetana.

## Infrastrutture e trasporti
La frazione è posizionata lungo la strada provinciale 160 Amiatina, già strada statale 323, che collega la piana di Albinia e l'entroterra collinare di Scansano e Magliano con il Monte Amiata.